# Natatolana hirtipes
Natatolana hirtipes är en kräftdjursart som först beskrevs av H. Milne Edwards 1840.  Natatolana hirtipes ingår i släktet Natatolana och familjen Cirolanidae. Inga underarter finns listade i Catalogue of Life.